# Südböhmische Volkszeitung
Die Südböhmische Volkszeitung war eine deutschsprachige Wochenzeitung, die von 1901 bis 1938 in Budweis (tschech. České Budějovice) in der Habsburgermonarchie und später in der Ersten Tschechoslowakischen Republik erschienen ist. 

## Geschichte
Die Südböhmische Volkszeitung vertrat die Interessen der sudetendeutschen Bevölkerung und bot ihrer in verschiedenen Regionen lebenden Leserschaft zahlreiche Nachrichten aus dem In- und Ausland. Historisch besonders wertvoll sind die Lokalberichte aus den verschiedenen sudetendeutschen Ortschaften, die wie Ortschroniken eine Vielzahl an politischen, gesellschaftlichen und kulturellen Ereignissen verzeichnen sowie über wirtschaftliche Entwicklungen informieren. Auffallend im Vergleich zu anderen deutschsprachigen Blättern ist die hohe Anzahl an Meldungen persönlicher Art wie etwa zu Unfällen, Todesfällen oder Selbstmorden. In der Rubrik "Südböhmische Gedenktage" wird an historisch bedeutende Ereignisse für die deutschen Bewohner in der Region erinnert. Der Kulturteil bietet Gedichte und andere literarische Texte. Die von Josef Eibensteiner geleitete Redaktion vertrat eine entschieden anti-kommunistische Position. Die Unterstützung für das nationalsozialistische Regime im Nachbarland wuchs mit der Verschärfung der von der deutschen Regierung provozierten Sudetenkrise. Die Redaktion stellte sich schließlich entschieden und kritiklos hinter Konrad Henlein, dem NS-nahen Führer der Sudetendeutschen Partei. Die Südböhmische Volkszeitung stellte infolge des Anschlusses des Sudetenlandes am 1. Oktober 1938 ihr Erscheinen ein.